# Broken City
Broken City (prt: Cidade Dividida; bra: Linha de Ação) é um filme de suspense e crime estadunidense de 2013, estrelado por Mark Wahlberg e Russell Crowe. O filme foi dirigido por Allen Hughes e escrito por Brian Tucker. Wahlberg interpreta um policial que virou investigador privado, e Crowe estrela como o prefeito da cidade de Nova York, que contrata o detetive particular para investigar a sua esposa.

## Sinopse
Perto das eleições para prefeito de Nova Iorque, Nicholas Hostetler (Russell Crowe), que é o prefeito da cidade, é um sujeito arrogante e ambicioso, que se prepara para a reeleição dentro de alguns dias. Ele contrata Billy Taggart (Mark Wahlberg), um ex-policial que caiu em desgraça na corporação, para investigar quem é o amante de sua esposa (Catherine Zeta-Jones).
O político tem medo de que esta informação torne-se pública, sujando sua imagem e fazendo com que ele perca eleitores. Por mais que tenha antigas discordâncias com o prefeito, responsável por sua saída da polícia, Billy aceita a tarefa pelo dinheiro prometido. Entretanto, logo ele descobre que Nicholas tem outras intenções por trás da investigação encomendada.

## Elenco
- Mark Wahlberg como Billy Taggart
- Russell Crowe como prefeito Nicholas Hostetler
- Catherine Zeta-Jones como Cathleen Hostetler
- Jeffrey Wright como Carl Fairbanks
- Barry Pepper como Jack Valliant
- Alona Tal como Katy Bradshaw
- Natalie Martinez como Natalie Barrow
- Miguel Praia como Tony Jansen
- Kyle Chandler como Paul Andrews
- James Ransone como Todd Lancaster
- Griffin Dunne como Sam Lancaster
- Justin Chambers como Ryan Blake

## Produção

### Desenvolvimento
Broken City foi dirigido por Allen Hughes e escrito por Brian Tucker. Em maio de 2008, Mandate Pictures comprou o roteiro inicial de Tucker, com o objetivo contratar um diretor e elenco para iniciar as filmagens do filme no final do ano. No mês de julho seguinte, Mandate Pictures entrou em um acordo com a empresa Mr. Mudd para produzir em conjunto um filme por ano, sendo o primeiro Broken City. As empresas pretendia contratar o elenco ea equipe no final de 2008. Produção não começou como o planejado, eo roteiro ficou no inferno do desenvolvimento. Tornou-se parte da lista da indústria do cinema de 2008 de "melhores roteiros, embora ainda não produzidos".
Em junho de 2011, foi anunciado que Emmett/Furla Films tinha começado o desenvolvimento de Broken City com um orçamento previsto de US $60 milhões. Allen Hughes foi anexado para dirigir o filme. Até o mês de outubro, Regency Enterprises aderiram ao projeto para co-financiar junto com Emmett / Furla Films. Variety informou que o fundador da Regency, Arnon Milchan queria produzir um filme com uma "tarifa mais ousada", como ele já tinha feito em filmes dos anos 90, como L.A. Confidential e Heat. O filme foi o primeiro longa-metragem de Hughes com grande produção sem a ajuda de seu irmão gêmeo Albert (Allen também dirigiu Knights of the South Bronx (2005) e alguns episódios da série Touching Evil).

### Filmagens
Com um orçamento de produção de US $ 35 milhões, as filmagens começaram em Nova York, em novembro de 2011. Filmagens agendadas também realizou-se nos bairros de Nova Orleães e outras partes da Luisiana.

## Recepção

### Critica
Broken City recebeu críticas geralmente negativas. Rotten Tomatoes deu ao filme uma pontuação de 30%, com base em comentários de 141 críticos com uma média de 4,8 de 10. O website Metacritic deu o filme uma pontuação de 49%, com base em comentários de 38 críticos, foi identificado 10 comentários positivos, 24 como misto e 4 outros negativos. De acordo com CinemaScore, o público deu ao filme uma nota de "B".
O crítico Roger Ebert de Chicago Sun-Times disse: "Sendo sincero, eu não posso dizer que Broken City é bom, mas posso defender que é possível se divertir mesmo com um roteiro péssimo como esse." Já o crítico brasileiro Bruno Carmelo do website AdoroCinema deu 3 de 5 estrelas ao filme, o critico ressaltou que o filme foi severamente criticado pelos jornalistas e críticos americanos, mas segundo ele, o filme "pode ter diversos defeitos, mas certamente não lhe falta ambição, tanto artística quanto narrativa". Carmelo relatou que o filme não é uma produção qualquer que esta "disposta apenas a faturar alguns milhões de dólares" e elogiou os tons da fotografia e a trilha sonora que segundo ele "cria dezenas de efeitos distorcidos, realmente incômodos, criando uma atmosfera claustrofóbica eficaz." Mas também criticou negativamente os personagens que são esquecidos pela história, o roteiro e alguns diálogos que segundo o critico são "explicativos, para que o público não se perca na história, e outros, destinados a mostrar o aspecto marginal da periferia, beiram o ridículo".
O critico Alexandre Agabiti Fernandez do jornal Folha de S.Paulo deu ao filme 1 de cinco estrelas e relatou que "os personagens são superficiais, a história é previsível apesar das reviravoltas, o final se quer surpreendente mas é pouco crível, e ainda tenta empurrar boas intenções morais".

### Bilheteria
Broken City foi lançado em 2,620 cinemas nos Estados Unidos e no Canadá em 18 de janeiro de 2013. O filme competiu com abridores de Mama e The Last Stand, bem como Silver Linings Playbook em sua versão de relançamento nos cinemas. O Los Angeles Times disse que o filme chamou "o maior interesse do público mais velho".
A partir de 27 de janeiro de 2013, Broken City já arrecadou 12,32 milhões dólares nos Estados Unidos e Canadá.